# Violência escolar no Brasil

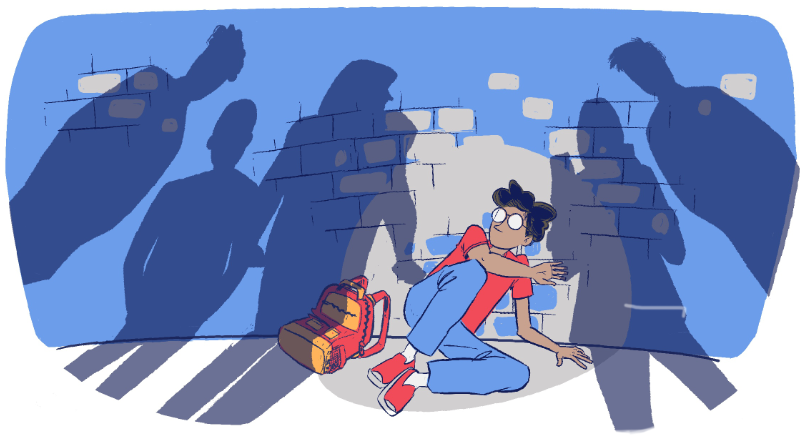
Preconceito disfarçado de brincadeira.

A violência escolar no Brasil é um problema complexo que afeta estudantes, professores e a comunidade escolar de maneira geral. Nos últimos anos, os casos de agressões físicas, psicológicas e até mesmo de bullying têm ganhado visibilidade na mídia, gerando debates sobre suas causas e possíveis soluções. Essa violência é reflexo de questões estruturais mais amplas e complexas, que envolvem desde desigualdade social até falta de recursos adequados nas escolas. No entanto, com um esforço conjunto entre governo, educadores, famílias e a sociedade, é possível enfrentar esse problema. A promoção de um ambiente escolar seguro, inclusivo e respeitoso deve ser uma prioridade para garantir que todos os estudantes tenham acesso a uma educação de qualidade, livre de violência e capaz de promover o desenvolvimento integral dos indivíduos.

## Cenários
A violência escolar no Brasil se manifesta de diversas formas, desde agressões físicas entre alunos até atitudes de desrespeito contra professores e funcionários da escola. Além disso, a violência pode ser psicológica, como o bullying, ou até mesmo institucional, quando a própria estrutura da escola contribui para um ambiente de medo e hostilidade.
Em um estudo realizado pela Fundação Getúlio Vargas (FGV), foi observado que cerca de 30% dos alunos brasileiros já sofreram algum tipo de agressão dentro das escolas. Esse dado é alarmante, principalmente porque a escola deveria ser um ambiente seguro e propício ao desenvolvimento intelectual e emocional dos estudantes. A violência escolar não afeta apenas o desempenho acadêmico, mas também a saúde mental e o bem-estar dos alunos, muitas vezes perpetuando um ciclo de agressividade e desrespeito.
Segundo relatório da OCDE, o Brasil é um dos países com mais alto indíce de agressões praticadas contra professores.
Algum dos tipos mais específicos de violência encontradas no ambiente escolar podem ser: Ambiente mais propício ao bullying, Situações de intimidação, Abuso verbal, agressividade "normalizada", Intimidação semanal.
Dados do Programa Internacional de Avaliação de Alunos (PISA) afirmam que 29% dos estudantes brasileiros dizem sofrer bullying. Entre os meses de fevereiro de 2022 até outubro de 2023, o Brasil foi o foco mais da metade de ataques de violência escolar do que nos últimos 2o anos.

## Causas
As causas da violência nas escolas brasileiras são multifacetadas e envolvem fatores sociais, econômicos, culturais e até mesmo estruturais. Alguns dos principais fatores que contribuem para esse cenário incluem:
1. Desigualdade social: O Brasil enfrenta grandes disparidades socioeconômicas, e isso reflete diretamente nas escolas. Em áreas de alta vulnerabilidade social, a violência nas escolas é mais frequente, muitas vezes relacionada ao contexto de pobreza, exclusão social e falta de oportunidades.
2. Falta de recursos e infraestrutura: Muitas escolas públicas brasileiras enfrentam sérias dificuldades em termos de infraestrutura e recursos. A falta de espaços adequados, materiais didáticos e apoio psicológico contribui para a criação de um ambiente escolar que não favorece o aprendizado, tornando-se, por vezes, um local propenso à violência.
3. Atenção insuficiente à saúde mental: O crescente número de casos de transtornos psicológicos e emocionais entre adolescentes tem se refletido nas escolas. A ausência de apoio psicológico adequado nas instituições de ensino faz com que muitos alunos tenham dificuldades de lidar com suas emoções e conflitos de forma saudável, resultando em atitudes agressivas ou violentas.
4. Cultura da violência: A normalização da violência nas relações interpessoais, muitas vezes exacerbada pelos meios de comunicação e pela falta de uma educação formal sobre resolução de conflitos, contribui para o aumento de episódios violentos nas escolas. O uso excessivo de redes sociais, onde o bullying virtual é uma realidade, também agrava a situação.
5. Falta de habilidades socioemocionais: A educação escolar no Brasil, ainda focada em métodos tradicionais de ensino, muitas vezes negligencia o desenvolvimento de habilidades socioemocionais essenciais para a convivência pacífica e respeitosa entre os alunos. Isso inclui a promoção da empatia, da colaboração e do respeito à diversidade.

## Impactos
A violência escolar não afeta apenas a vida escolar dos alunos envolvidos diretamente, mas tem um impacto significativo em toda a comunidade escolar e na sociedade como um todo. Entre os principais efeitos da violência escolar, destacam-se:
1. Prejuízos ao desempenho acadêmico: O medo, a insegurança e as constantes distrações causadas pela violência podem afetar gravemente o desempenho acadêmico dos alunos. Aqueles que são vítimas de bullying ou agressões físicas podem apresentar queda no rendimento escolar, dificuldades de concentração e até mesmo de abandono escolar.
2. Danos à saúde mental: A violência escolar tem um efeito devastador sobre a saúde mental dos alunos, resultando em ansiedade, depressão, transtornos de estresse pós-traumático e outros distúrbios psicológicos. O ambiente hostil da escola pode se transformar em um gatilho para problemas emocionais, afetando o desenvolvimento dos jovens.
3. Reprodução de ciclos de violência: A violência na escola pode perpetuar um ciclo de agressividade, onde os alunos, muitas vezes, replicam comportamentos violentos em casa ou na sociedade. Isso contribui para a formação de uma geração mais desensibilizada e propensa a reproduzir atitudes de intolerância e agressão.
4. Prejuízo à convivência social: A violência escolar também afeta a convivência entre os alunos, criando um ambiente de hostilidade e desconfiança. A falta de respeito mútuo e de uma convivência pacífica pode gerar divisões, bullying e até mesmo exclusão social dentro das instituições de ensino.

## Estratégias de prevenção
Para enfrentar a violência escolar no Brasil, é fundamental adotar uma abordagem integrada, que envolva não apenas os educadores e as escolas, mas também as famílias, os governos e a sociedade civil. Algumas estratégias eficazes incluem:
1. Promoção de uma educação socioemocional: Inserir a educação socioemocional nos currículos escolares é uma das formas mais eficazes de prevenir a violência nas escolas. Ao ensinar aos alunos habilidades como empatia, resolução de conflitos, autocontrole e cooperação, é possível promover um ambiente mais harmonioso e respeitoso.[17]
2. Treinamento de professores e profissionais da educação: É essencial capacitar os educadores para lidar com situações de violência e bullying, além de ensiná-los a identificar sinais de problemas emocionais entre os alunos. O treinamento também deve incluir estratégias para criar um ambiente escolar seguro e inclusivo.
3. Fortalecimento da parceria escola-família: As famílias têm um papel fundamental na prevenção da violência escolar. É importante que haja um diálogo constante entre escola e família, para garantir que os alunos recebam o apoio necessário tanto no ambiente escolar quanto no familiar.
4. Implementação de políticas públicas: O governo deve investir na infraestrutura das escolas, proporcionando condições adequadas para o ensino e a convivência. Além disso, políticas públicas voltadas para a segurança nas escolas e para o atendimento psicológico dos alunos são fundamentais.[18]
5. Criação de espaços de apoio psicológico: Implantar serviços de apoio psicológico nas escolas é crucial para ajudar os alunos a lidarem com questões emocionais e comportamentais antes que se tornem problemas graves. Psicólogos e conselheiros escolares podem ser instrumentos valiosos na prevenção da violência.

## O tema da violência como atrelado ao processo democrático
Em uma perspectiva histórica, a partir de década de 1980 no Brasil, a violência escolar pode ser compreendida como dentro de um contexto maior de violência, estando relacionada com o processo de democratização do país. Com o processo de abertura democrática e retorno das instituições criou-se a demanda por segurança pública e essa discussão alcança o espaço escolar  por meio do avanço do debate público.